# Mahamadou Diarra
Mahamadou Diarra (* 18. května 1981) je bývalý malijský fotbalista, který hrál jako záložník. Působil jako kapitán malijské reprezentace.
V roce 2007 byl nominován na Zlatý míč, nedostal však žádný hlas.
Hrál v OFI Kréta, Vitesse, Lyonu, Realu Madrid, Monaku a Fulhamu.

## Úspěchy

### Klubové
Lyon
- Ligue 1: 2002/03, 2003/04, 2004/05, 2005/06
- Trophée des champions: 2002, 2003, 2004, 2005, 2006

Real Madrid
- La Liga: 2006/07, 2007/08
- Supercopa de España: 2008

### Reprezentační
Mali
- Mistrovství světa ve fotbale hráčů do 20 let, 3. místo: 1999

### Individuální
- Tým roku UNFP Ligue 1: 2005/06